# Accoules
Pour les articles homonymes, voir Accoules (homonymie).
Les  Accoules est un quartier du vieux Marseille situé sur la rive nord du Vieux-Port, au sud du  quartier du Panier. C'est dans ce quartier que se situait jusqu'en 1862 le site de l'observatoire de Marseille dans la maison Sainte-Croix, propriété des jésuites, rue Montée des Accoules.